# NGC 3664
NGC 3664 é uma galáxia espiral barrada (SBm/P) localizada na direcção da constelação de Leo. Possui uma declinação de +03° 19' 35" e uma ascensão recta de 11 horas, 24 minutos e 24,4 segundos.
A galáxia NGC 3664 foi descoberta em 16 de Março de 1879 por Ernst Wilhelm Leberecht Tempel.